# Ploščad' Lenina (metropolitana di Novosibirsk)
Ploščad' Lenina (in russo:Площадь Ленина) è una stazione della Linea Leninskaja, la linea 1 della Metropolitana di Novosibirsk. è stata inaugurata il 7 gennaio 1986.